# Marija Pawlowna Barabanowa

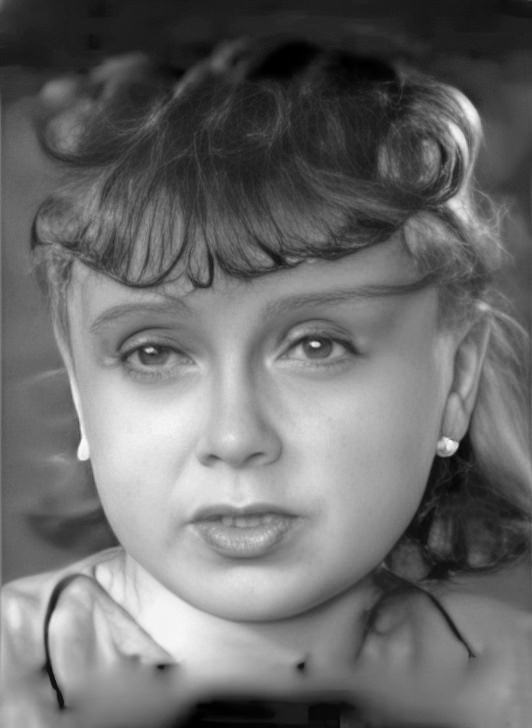
Marija Pawlowna Barabanowa

Marija Pawlowna Barabanowa (russisch Мария Павловна Барабанова; * 21. Oktoberjul. / 3. November 1911greg. in St. Petersburg, Russisches Kaiserreich; † 16. März 1993 in Moskau) war eine sowjetische bzw. russische Theater- und Film-Schauspielerin sowie Synchronsprecherin.

## Leben und Leistungen
Barabanowa wurde in St. Petersburg geboren, wo ihre Eltern im damaligen Putilow-Werk arbeiteten.
Ihre Schauspiellaufbahn begann 1927 beim Proletkultur-Theater in Leningrad, worauf ein Engagement beim dortigen Jugendtheater folgte. 1937 schloss sie ihre Schauspielausbildung ab und war bis 1945 beim Leningrader Komödientheater beschäftigt. Eine ihrer wichtigsten Rollen spielte Barabanowa dort 1938 als Irotschka in Wassili Wassiljewitsch Schkwarkins Простая девушка (Prostaja dewuschka). Infolge des Krieges gegen die Sowjetunion siedelte sie nach Stalinabad über und konnte hier durch Intervention bei der örtlichen Parteileitung verhindern, dass ihre Kollegen vom Exil in Alma-Ata in die tadschikische Hauptstadt versetzt werden. Nach Kriegsende ging sie nach Moskau und wurde vom Gorki-Filmstudio verpflichtet, trat aber gleichzeitig auch beim Staatstheater der Filmschauspieler auf. Nebenbei studierte Barabanowa an der Parteihochschule der KPdSU und wirkte danach im Gorki-Studio als Parteiorganisatorin.
Barabanowas filmisches Schaffen begann bereits 1936 und umfasst 56 Werke, z. T. gab sie auch männliche Rollen. Ihr Filmdebüt feierte sie in der Komödie Девушка спешит на свидание und sollte diesem Genre im Laufe ihrer Karriere stets eng verbunden bleiben. Auch ihr in Kooperation mit Wladimir Leonidowitsch Suchobokow gedrehter Film Всё для Вас (1964), Barabanowas einzige Regiearbeit, in der sie zugleich eine ihrer wenigen Hauptrollen gab, ist dem humoristischen Fach zuzuordnen. Weitere nennenswerte Rollen waren die Titelfiguren in Принц и нищий (1942) nach Mark Twains Der Prinz und der Bettelknabe und die Maria Iljinitschna in Isegrim (1978).
Darüber hinaus trat Barabanowa in mehreren Märchenfilmen auf, so gab sie z. B. die Titelfigur in Alexander Rous Die Abenteuer des gestiefelten Katers, eine Rolle die zu spielen sie selbst ausdrücklich gewünscht hatte. In Wie der dumme Iwanuschka das Wunder suchte (1977) verkörperte sie die Hexe Baba-Jaga. Ihr letzter Film, Мы едем в Америку, kam ein Jahr vor ihrem Tod in die Kinos.
Barabanowa trat des Weiteren einige Male als Synchronsprecherin in Erscheinung, u. a. lieh sie in der russischsprachigen Fassung des französischen Films Papa, Mama, Katrin und ich (1955) der von Gaby Morlay dargestellten Gabrielle ihre Stimme. Weitere Engagements waren u. a. Die eiserne Blume (1957) und Der Mörder ist im Haus (1971) aus Ungarn sowie die philippinische Produktion Kill the Pushers (1972).
Barabanowa starb 81-jährig und wurde auf dem Nowodewitschi-Friedhof, Abteilung 4, beigesetzt.

## Ehrungen
Barabanowa wurde am 3. Dezember 1970 in Moskau zur Verdienten Künstlerin der RSFSR und am 18. März 1991 zur Volkskünstlerin der RSFSR ernannt.
Sie fand auch in dem Sachbuch Королевы смеха. Жизнь, которой не было? (2011) von Sergei Kapkow Erwähnung, in dem die Karrieren verschiedener Darsteller der Filmkomödie reflektiert werden. Im Rahmen der TV-Dokumentationsreihe Человек в кадре wurde Barabanowa im selben Jahr mit einem Beitrag bedacht.

## Filmografie (Auswahl)
- 1939: Blockstelle 145
- 1939: Die schöne Wassilissa
- 1948: Die russische Frage
- 1958: Die Abenteuer des gestiefelten Katers
- 1975: Finist – Heller Falke
- 1977: Der diebische König
- 1977: Wie der dumme Iwanuschka das Wunder suchte
- 1978: Isegrim
- 1980: Die Nachtigall
- 1981: Die Frau in Weiß
- 1982: Die Prinzessin mit der Eselshaut
- 1983: Dieser Schlingel Sidorow
- 1986: Am Sankt-Nimmerleinstag
- 1987: Das Märchen vom verliebten Maler